# Tomáš Štěpánek z Taurova

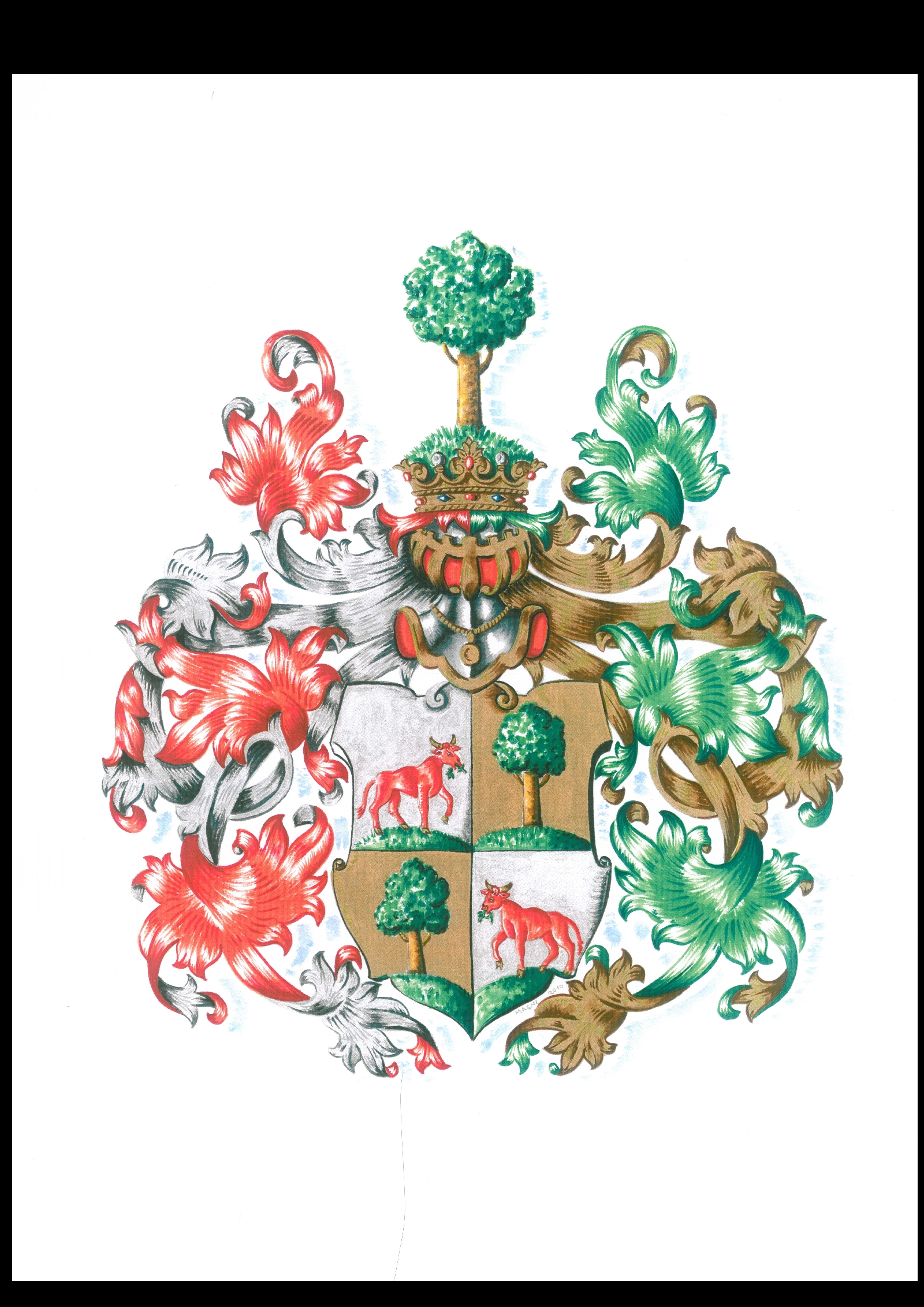
erb Tomáše rytíře Štěpánka z Taurova, autor Miroslav Magni, 2010

Tomáš rytíř Štěpánek z Taurova (kolem roku 1670? – 2. září 1749), celým jménem Tomáš Jan František rytíř Štěpánek z Taurova, byl český katolický duchovní z rodu Štěpánků z Tourového. Působil jako děkan Královské kolegiátní kapituly sv. Petra a Pavla na Vyšehradě a roku 1748 byl povýšen do českého rytířského stavu.

## Život a činnost
Děkan Tomáš Štěpánek byl prý vysoké postavy. Narodil se kolem roku 1670 Václavu Štěpánkovi z Tourového (6. září 1641 – † po roce 1705) pravděpodobně v jihočeské vsi Nihošovice či Němčice u Volyně, kde byl jeho otec nějaký čas ve službě u svobodného pána Františka Albrechta Chřepického z Modlíškovic, dal se na církevní dráhu, kterou završil dne 24. září 1748, kdy byl jako kněz-jubilant (sacerdos-jubilatus) zvolen děkanem Královské kolegiátní kapituly svatého Petra a Pavla na Vyšehradě a následně ve funkci potvrzen císařovnou Marií Terezií. Současně mu byl udělen inkolát v rytířském stavu, dne 18. prosince 1748 byl povýšen do českého rytířského stavu, obdržel erb a predikát var. z Taurova“, z Taurové, von Taurova, von Taurow. Děkan Štěpánek zemřel dne 2. září 1749.
Před svým jmenováním děkanem vyšehradské kapituly začínal v Klatovech, na tamní jezuitské koleji. Na kněze byl Štěpánek vysvěcen roku 1688.
Poté zastával funkci kaplana ve východočeské Poličce, od roku 1698 zde působil ve funkci děkana, a to až do roku 1720, kdy se stal děkanem v Chlumci nad Cidlinou. Současně s funkcí děkana zde vykonával funkci venkovského vikáře („vicarius foraneus“).
Od roku 1718 byl Tomáš Štěpánek nesídelním kanovníkem vyšehradské kapituly. Před svým zvolením jejím děkanem užíval titul kanovník-senior.
Podle pramenů se jednalo o nenápadného kanovníka. Jeho děkanát představuje v dějinách kapituly pouhou epizodu. Na Vyšehradě nechal založit dvě nadace, z nichž se financovaly zádušní mše za rod Štěpánků a Bubečkovských.